# 英雄不再
《英雄不再》是一款由草蜢工作室開發，由Marvelous Interactive發售的動作冒險遊戲。最初發表時代理商本來是與Spike三社合作，於2007年6月22日退出計劃（原因不明）。最初發售版本為Wii獨佔，於2007年12月6日發售。數年後以特集形式移植發售至另外兩個新平台Xbox 360、PlayStation 3在2010年4月15日發售。同年於Wii平台發售續集《英雄不再2 負隅頑抗》，在2010年1月26日先行於北美推出、歐洲及大洋洲在5月25日及28日發售、亞洲日本則為10月21日發售，這次續集則沒有對同世代主機進行移植。
《英雄不再》以特拉維斯·塔奇為主角，他是美國殺手協會（UAA）第11位被認定的殺手，為了登上排行榜頂端而戰鬥。舞台為以西海岸為藍本的聖誕已死城。
在隔了多年之後再次製作系列新作，以外傳形式並非正統續集重新出發。以獨立遊戲形式製作的外傳新作《英雄不再 特拉維斯再戰江湖》於2017年的獨立遊戲夏季展示會上首度亮相公佈將製作系列新作。於2018年公佈任天堂Switch平台在2019年1月18日全球同步推出，並且系列首次同步發售繁簡中文。另於2019年E3遊戲展上的E3-2019任天堂直面會宣佈正統續作《英雄不再III》將於任天堂Switch平台預定2021年發售。

## 故事
無名殺手特拉維斯接受了收拾流浪者的委託，經過非常壯烈的戰鬥後，特拉維斯成功打敗流浪者。其後出現一位自稱是UAA代理的女性希薇亞．克莉絲汀，告訴特拉維斯剛剛打倒的是UAA的第11位殺手，所以特拉維斯成為新的第11位殺手。希薇亞向提議特拉維斯「你不想殺掉前10名殺手成為頂尖殺手嗎？」，特拉維斯的驚險故事開始了……
| 2007 | 英雄不再(Wii)                   |
| 2008 |                                 |
| 2009 |                                 |
| 2010 | 英雄不再 英雄們的樂園(X360/PS3) |
| 2010 | 英雄不再2 垂死掙扎(Wii)         |
| 2011 |                                 |
| 2012 |                                 |
| 2013 |                                 |
| 2014 |                                 |
| 2015 |                                 |
| 2016 |                                 |
| 2017 |                                 |
| 2018 |                                 |
| 2019 | 英雄不再 特拉維斯再戰江湖(NS)   |
| 2020 |                                 |
| 2021 | 英雄不再III(NS)                 |

## 遊戲系統

英雄不再 英雄們的樂園 日版封面

### 遊戲流程
以第一位為目標，就須挑戰前一位的殺手，挑戰前一位則需要巨額的參加費。為了得到金錢可以接受委託，把賺到的錢匯入UAA來取得挑戰權，當在排名戰取勝時，則需再次取得挑戰權挑戰王再前一位殺手。
賺到的錢亦可以強化武器或購買T恤。

### 戰鬥
戰鬥主要使用特拉維斯的武器「光束刀」進行。
基本攻擊是按著A鍵及揮動Wii remote/Joy-con來控制，根據Wii remote/Joy-con的角度可分為上方或下方攻擊。上方攻撃能快速連續使出，而下方攻撃則攻擊力高但須大力及大幅度揮動。使用光束刀是須要電力的，當光束刀沒電時需要充電，否則不能使用，其充電姿勢类似男性手淫動作。某些情況會掉下電池包，或會有收費的緊急充電來電力回復（リロード）。
除了光束刀外亦可使用其他摔跤技能等的攻擊。

## 登場人物

### 殺手
特拉維斯·塔奇（トラヴィス・タッチダウン，Travis Touchdown）
第11位，聲優：中井和哉
本作的主角。喜愛日本動畫，格鬥技及電影的御宅族青年，其中最愛魔女動畫「純白戀人 神奇果凍少女」。使用從購物頻道買來的的光劍，展開了邁向殺手NO.1的熱血青春故事
打倒第11位殺手貝爾塔·斯凱爾塔而被UAA認定為第11位殺手。
貝爾塔·斯凱爾塔（ヘルター・スケルター，Helter Skelter）
原第11位，聲優：遊佐浩二
長髪的殺手。為了報仇而狙擊特拉維斯但反被打倒。
死亡金屬（デスメタル，Death Metal）
第10位，聲優：成田劍
全身刺青，充滿濃厚日本風味的殺手。武器是大刀。
會使用分身術。
和平醫生（ドクター・ピース，Dr.Peace）
第9位，聲優：大塚周夫
惡德警官，很喜歡唱歌。武器是雙槍
志乃武（シノブ，Shinobu）
第8位，聲優：喜多村英梨
聖誕已死城的女子高中生。武器是重視武士道精神的日本刀。
誤認與特拉維斯有殺父之仇。
毀滅人（デストロイマン，Destroyman）
第7位，聲優：坂口候一
一位善於偽裝自己與卑弊手段的傢伙，武器是穿在身上的發電裝置，胸口的奶頭暗藏小型機槍。
荷莉·薩瑪斯（ホリー・サマーズ，Holly Summers）
第6位，聲優：折笠富美子
是位以傭兵為業的女性殺手。武器是鏟及熱感應飛彈等，左腳是義肢兼飛彈發射器。
高速魔女（スピードバスター，Speed Buster）
第3名，聲優：齊藤貴美子
對男人完全失望的中年婦女，武器由手推車變成的公雞造型的超長管加農砲。
壞女孩（バッドガール，Bad Girl）
第2名，聲優：三瓶由布子
喜歡殺人到成癮地步的不良少女，武器是打死上百人的球棒。
黑暗之星（ダークスター，Dark Star）
第1名，聲優：玄田哲章
戰鬥會披掛上陣幪面，其餘成謎的男人。

### 關係者
希薇亞．克莉絲汀 (Sylvia Christel)
聲優：井上麻里奈
美國殺手協會的代理，是位法國出生的女性，勸誘特拉維斯加入的人。主要工作是為協會安排排名戰。
奈緒美博士 (Doctor Naomi)
聲優：植竹香奈
開發特拉維斯專用的光束刀"椿"系列的博士。雖然是位美女，但性質粗暴而用詞粗魯。在聖誕已死城的研究所中開發及研究武器。
雷龍 (Thunder Ryu)
聲優：小山力也
原職業摔交手的日本黑道人物。是教授特拉維斯劍術和體術的老師。

## 外部連結
- （日語）英雄不再 日本官方網站 （页面存档备份，存于）
- （日語）英雄不再 英雄們的樂園 日本官方網站 （页面存档备份，存于）